# Халилов, Венер Рамазанович
Венер Рамазанович Халилов (8 ноября 1939, деревня Ишимбаево (ныне микрорайон Старый Ишимбай города Ишимбая), БАССР — 12 апреля 2004, Уфа) — российский политик, общественный деятель, учёный. Кандидат технических наук (1979). Кавалер орденов «Октябрьской революции» (1979), «Знак Почёта» (1971).

## Политика
В 1980-1983 годах работал вторым, первым секретарём Уфимского горкома КПСС.
Делегат XXV, XXVI Съездов КПСС.
Депутат районного, городского Советов народных депутатов, Верховного Совета Башкирской АССР.
Избирался в Государственную Думу от избирательного блока «Конгресс русских общин — Движение Юрия Болдырева», куда входил от избирательного объединения «Движение «Нур»».
Кандидат в президенты республики Башкортостан 2003 года, был отстранён по решению ЦИК Республики Башкортостан, кассационная жалоба в Верховный суд России, поданная 25 ноября 2003 года не была удовлетворена (решение принято через три дня, 28.11.2003)

## Научная деятельность
Кандидат технических наук (1979).
Имеет 2 авторских свидетельства на изобретения. Автор 4 печатных работ.
Академик, профессор Академии проблем безопасности, обороны и правопорядка (закрыта в 2008 году).

## Трудовая деятельность
- 1972—1980 — главный инженер Уфимского производственного объединения «Химпром»;
- 1980—1983 — второй секретарь, первый секретарь Уфимского городского комитета КПСС;
- 1983—1985 — заместитель начальника Всесоюзного промышленного объединения «Союзхлор»;
- 1985—1986 — главный инженер Зиминского химического завода (Восточная Сибирь);
- 1987—1989 — начальник Всесоюзного промышленного объединения «Союзхлор»;
- 1989—1990 — первый заместитель начальника Главного управления хлорной и содовой промышленности Министерства химической и нефтехимической промышленности СССР;
- 1990—1991 — председатель правления, генеральный директор концерна хлорной промышленности «Химокомплекс»;
- 1991—1992 — генеральный директор Башкирского производственного объединения «Химволокно»;
- 1992—1995 — президент АОЗТ «Батекс» (Башкирский полиэфирный комплекс);
- 1995—1996 — генеральный директор ОАО «Батекс»;
- 1996—1998 — вице-президент Российского благотворительного фонда «Народный дом социальной защиты».

## Общественная деятельность
- Заместитель генерального директора «Общества дружбы и сотрудничества народов России и Украины» (с 1998 года)
- Президент некоммерческого партнерства «Миннефтехимпром» (с 2002 года)
- Вице-президент благотворительного фонда развития татарского духовного наследия «Хиляль»[1]

## Награды
- Орден «Знак Почёта» (1971)
- Орден Октябрьской Революции (1977)
- Медаль «За доблестный труд»[источник не указан 1088 дней]
- Почётный химик СССР